# عبد الرزاق عبد الجليل آل عبد الغني
عبد الرزاق عبد الجليل آل عبد الغني دبلوماسي وسياسي قطري، ولد عام 1956م في الدوحة، التحق بالعمل في وزارة الخارجية بعد أن أنهى دراسته العليا في الولايات المتحدة الأمريكية عام 1978م، مثل دولة قطر كسفير مفوض لأكثر من دولة منها اسبانيا وتركيا وكوريا الجنوبية، شارك في عدد من المؤتمرات والمحافل الدولية والإقليمية فتحصل على درجة سفير (الدرجة المالية الأعلى).

## المؤهلات العلمية
بكالوريوس إدارة أعمال من جامعة نورث إيسترن - بوسطن الويلات المتحدة الأمريكية.

## الخبرات العملية
- التحق بالعمل بوزارة الخارجية سكرتير ثالث بإدارة الشؤون الاقتصادية عام 1982م.
- عمل كقائم بالأعمال سفارة دولة قطر في الأردن عام 1982م.
- عمل بالوفد الدائم لدولة قطر في جنيف عام 1985-1988م.
- عمل رئيسا لقسم التعاون الفني والإدارة الاقتصادية من 1988-1993م.
- عمل بسفارة دولة قطر في بكين عام 1993-1996م.
- عمل مكتب، وزير الدولة للشؤون الخارجية عام 1996-1998م.
- عمل مساعد مدير إدارة المنظمات والمؤتمرات والاتفقايات الدولية عام1998-2000م.
- عمل سفير لدولة قطر لدى جمهورية كوريا عام 2000-2004م.
- سفيراً بمكتب وزير الدولة للشؤون الخارجية عام 2004-2005م.
- سفيراً لدولة قطر لدى الجمهورية التركية عام 2005 حتى عام 2013م،[2] وسفيرا غير مقيم لدى كل من أذربيجان وجورجيا.
- سفيراً لدولة قطر لدى مملكة أسبانيا من عام 2013م حتى عام 2017م،[3] وسفيرا غير مقيم لدى إمارة أندورا.